# Sturnira bogotensis
Sturnira bogotensis е вид бозайник от семейство Американски листоноси прилепи (Phyllostomidae).

## Разпространение
Видът е разпространен в Колумбия, Еквадор, Перу и Венецуела на надморска височина от 300 до над 2000 метра.